# Dương Thu Hương

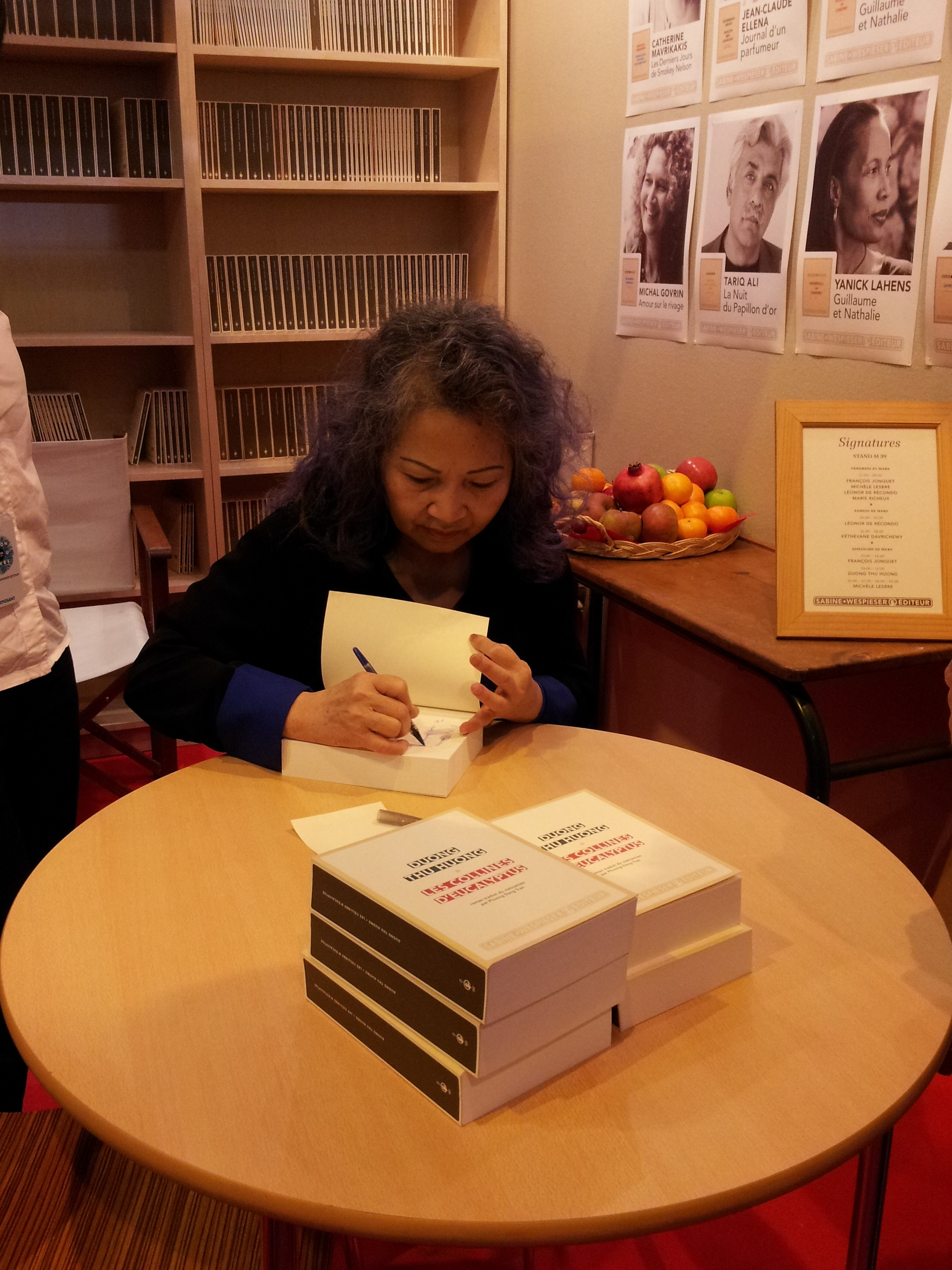
Dương Thu Hương

Dương Thu Hương (n. 1947 - ...) este un scriitoare și disidentă politic vietnameză.